# Ephemera guttulata
Ephemera guttulata (лат.) — вид насекомых из рода Ephemera семейства настоящие подёнки (Ephemeridae). Встречается на территории США и Канады. Согласно NatureServe охранный статус вида классифицируется как «не угрожаемый» (G5). Вид был описан швейцарским зоологом и палеонтологом Франсуа Жюлем Пикте де ля Ривом в 1843 году.

## Распространение
Вид Ephemera guttulata распространён в США и Канаде от восточного побережья до Онтарио и Арканзаса на западе.

## Биология
Так же, как сходные виды, личинка вида Ephemera guttulata является полностью водной формой. Нимфа превращается в незрелую крылатую форму, субимаго, которая после линьки переходит в полностью зрелую короткоживущую имаго.